# Alessandra Melucco Vaccaro
Pour les articles homonymes, voir Vaccaro.
Alessandra Melucco Vaccaro (Rome, 4 avril 1940 – Rome, 29 août 2000) est une historienne, archéologue et femme politique italienne de la seconde moitié du XXe siècle, auteur de nombreux ouvrages sur le Moyen Âge italien.

## Biographie
Née dans une famille de la haute-bourgeoisie romaine, ancienne étudiante à l'Université de Rome (« La Sapienza »), maîtrisant cinq langues, Alessandra Melucco Vaccaro est connue pour son travail consacré à la période médiévale et la restauration, la conservation, des monuments et des sites archéologiques.
En 1974, elle devient la directrice du musée du Haut Moyen Âge de Rome avant d'entrer en politique en tant que membre du parti communiste et d'être élue députée au Parlement italien.
En raison de son expertise scientifique, Alessandra Melucco Vaccaro devient archéologue au service du Ministère pour les Biens et les Activités culturels, un organisme du gouvernement italien s'occupant du patrimoine archéologique.
En 2001 pour ses travaux, Alessandra Melucco Vaccaro reçoit en récompense à titre posthume la « Medaglia d'Oro della Repubblica Italiana » de la part de Carlo Azeglio Ciampi, Président de la République italienne (1999-2006).

## Publications (liste incomplète)
- Sarcofagi romani di caccia al leone-Il sarcofago del Coemeterium cis Callisti ad viam Ardeatinam (en collaboration avec Giovanni Uggeri). Éditeur : L'Erma di Bretschneider. Studi miscellanei. 1966.
- I longobardi in Italia. Éditeur : Longanesi. Biblioteca di archeologia. 1982.  (ISBN 88-304-0257-5 et 978-88-304-0257-7).
- La colonna Traiana. Éditeur : De Agostini. Archeo Dossier [De Agostini]. 1986.
- Restauro e anastilosi: il caso dell'Acropoli di Atene. Prospettiva. 1988/1989.
- Archeologia e restauro. Éditeur : Il Saggiatore. La cultura. 1989.  (ISBN 8804310871 et 9788804310877).
- Archeologia e restauro. Storia e metodologia del problema. Éditeur: Viella. I libri di Viella. 2000.  (ISBN 8883340019 et 9788883340017).